# Galaxias vulgaris
Galaxias vulgaris är en fiskart som beskrevs av Stokell, 1949. Galaxias vulgaris ingår i släktet Galaxias och familjen Galaxiidae. Inga underarter finns listade i Catalogue of Life.